# Conseil de fabrique
 (juin 2014).
Au sein d'une paroisse catholique, le conseil de fabrique est, jusqu'en 1905 en France, un ensemble de personnes (clercs et laïcs) ayant la responsabilité de la collecte et de l'administration des fonds et revenus nécessaires à la construction et entretien des édifices religieux et du mobilier de la paroisse : église(s), chapelle(s), calvaire(s), argenterie, luminaire(s), ornement(s), etc.
Les revenus de la fabrique provenaient des quêtes, offrandes, dons en nature, loyers et fermages, legs mais aussi de la location des places de bancs dans l'église.

## Historique
Le terme « Fabrique d'Église » désigne à l'origine une assemblée de clercs auxquels se sont ajoutés, depuis le Concile de Trente (1545-1563), des laïcs, chargés de l'administration des biens de la communauté paroissiale.
Les membres du conseil de fabrique (ou « général », puis « corps politique ») sont des administrateurs désignés plus spécifiquement par les termes de marguilliers ou de fabriciens.

## Fabriques par territoire

### France

#### Ancien Régime

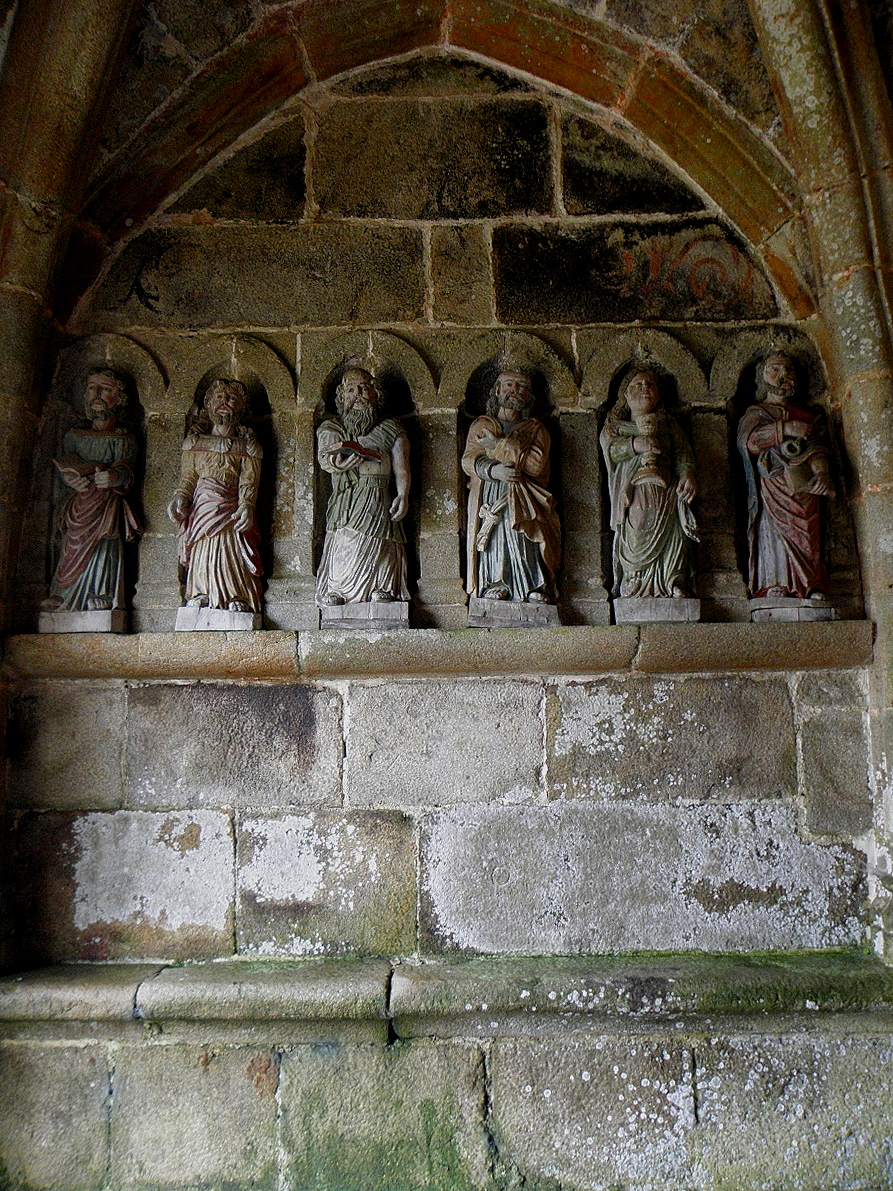
En Bretagne les membres du conseil de fabrique se réunissaient fréquemment sur le banc du porche de l'église, sous les statues des Apôtres.

Sous l'Ancien Régime, on distinguait en France, deux sortes de gouvernement des paroisses, le spirituel et le temporel : 

« Le premier consiste dans la célébration du service divin, l'administration des sacrements, la prédication, l'instruction et les cérémonies de la sépulture. Il est confié au curé que l'évêque a institué pour conduire le peuple d'une paroisse. Le gouvernement temporel a pour objet l'administration des biens et revenus de la fabrique, les réparations de l'église, la fourniture des ornements, livres et vases sacrés, et de tout ce qui est nécessaire à la célébration du service divin. Ce gouvernement est confié au général de la paroisse. »

— François Duine
Le « général » a été à l'origine composé de l'ensemble des paroissiens, comme semble l'indiquer certaines chartes comme celle de l'abbaye de Beauport ou encore le cartulaire de Redon. Mais, en Bretagne notamment, aux XVIIe siècle et XVIIIe siècle, l'usage était déjà bien établi que le conseil de fabrique était composé de « la partie la plus saine [aisée] des paroissiens ». En 1688 par exemple, le Parlement de Bretagne fixe à douze le nombre des délibérants. À partir de cette date le conseil de fabrique est plutôt désigné sous le nom de « corps politique ».
Le gouvernement de la paroisse est donc partagé entre les nobles (qui jouissent du droit de prééminence) et leurs représentants : sénéchal, procureur fiscal, le curé et les autres membres du clergé paroissial (vicaire[s], prêtres de chœur, c'est-à-dire les autres ecclésiastiques qui peuvent être nombreux, de cinq à dix fréquemment, jusqu'à une vingtaine parfois) et les membres du conseil de fabrique, qui élisent deux fabriciens ou marguilliers chargés de l'administration de la paroisse. Le « général » se réunit le plus souvent sous le porche de l'église, dit aussi chapitreau, mais aussi parfois dans la sacristie, dans l'église même ou dans une salle annexe. Il gère les rentes provenant des legs, offrandes et aumônes, tant en argent qu'en nature et il paie les chantres, les prêtres de chœur, pourvoit à l'entretien de l'église ; le curé décimateur (qui a comme source principale de revenu les dîmes) finançant le coût des services religieux et l'entretien de ses vicaires.
C'est à l'issue de la messe, le dimanche, que les habitants se réunissent en assemblée et forment le « général » de la paroisse, qui discute de toutes les questions matérielles, règle les intérêts collectifs, ceux des biens communaux. Tout homme possédant quelque bien fait partie de cette assemblée. Elle est formée de tous ceux qui sont imposables, les propriétaires. Elle désigne un procureur terrien chargé d'appliquer les décisions prises et d'agir au nom de la collectivité.

#### De la Révolution à la Loi de séparation
Le décret du 2 novembre 1789, met les biens ecclésiastiques à la disposition de la Nation.
Le décret du 20 avril 1790 qui confie l’administration des biens mis à la disposition de la nation aux administrations de département ou de district, précise que, par dérogation, les fabriques demeurent administrées comme antérieurement (par les conseils de fabrique). 
Peu après, le décret du 3 novembre 1793 (13 brumaire an II) déclare propriété nationale tous les actifs des fabriques. Les fabriques sont rétablies par le Concordat, signé par le Pape et le premier Consul. 
Reconnu loi d’État, le 8 avril 1802, il est complété, le même jour, par les « articles organiques » dont l’article 76 porte : « qu’il sera établi des Fabriques, pour veiller à l’entretien et à la conservation des temples, à l’administration des aumônes ».
Le décret du 26 juillet 1803 (7 thermidor an XI) décide de « rendre à leur destination les biens des Fabriques non aliénés ».
De décret du 11 juin 1804 (23 Prairial an XII) sur les sépultures et les lieux qui leur sont consacrés, confie aux fabriques et consistoires le monopole des fournitures et services funéraires.
Le décret du 30 décembre 1809 organise le fonctionnement des fabriques dans chaque paroisse. Elles deviennent alors des établissements publics du culte, et ce jusqu'en 1905. Le conseil de fabrique comprend alors le curé, le maire et cinq à neuf membres élus.
La loi du 28 décembre 1904 retire aux fabriques et consistoires et donne aux communes le monopole de l'organisation des funérailles.
Par la loi de séparation des Églises et de l'État en 1905, les fabriques sont supprimées. La loi prévoit la création, au niveau communal, d'associations cultuelles de fidèles, pour subvenir aux frais, à l'entretien et à l'exercice public du culte. À ces associations seront confiés les bâtiments destinés au culte appartenant à la Nation et la part des biens des fabriques relative exclusivement à l'exercice du culte. L'Église catholique refusera de créer les associations cultuelles telles que prévues dans la loi de 1905. 
Il faudra attendre 1924 et l'accord sur les associations diocésaines pour débloquer la situation.
Dans les trois départements de la Moselle, du Bas-Rhin et du Haut-Rhin les fabriques subsistent comme établissements publics.

### Alsace-Moselle
En 1905, lors du vote de la Loi de séparation des Églises et de l'État, les départements de la Moselle, du Haut-Rhin et du Bas-Rhin étaient intégrés à l’Empire allemand et ne furent donc pas affectés par ces dispositions législatives. Le régime concordataire français y est resté en vigueur après le retour de ces départements à la France. 
Remis en question lors de l’annexion par l’administration allemande en 1940, les conseils de fabrique furent rétablis en 1944.[réf. nécessaire] Quelques modifications furent apportées au fil du temps par les décrets du 18 mars 1992, du 21 mai 1997 et du 10 janvier 2001.

### Belgique

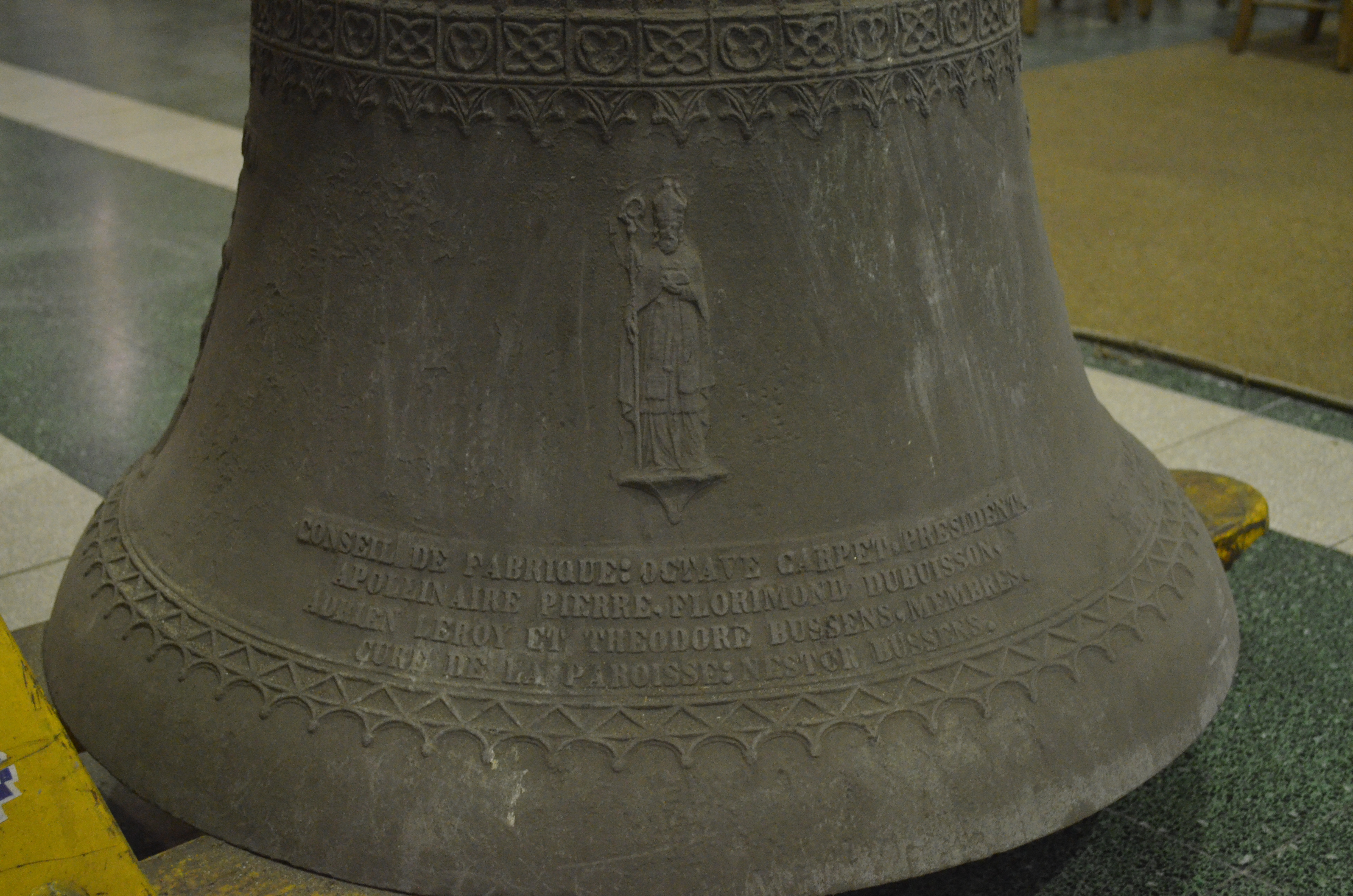
Les membres du Conseil de fabrique cités sur une cloche de 1897 de l'église Saint-Joseph de Charleroi.

En Belgique, les fabriques d'église, expression utilisée pour les cultes catholique romain et orthodoxe (les appellations varient pour les autres cultes) ont été créées par des dispositions héritées du régime napoléonien (Concordat de 1801, décret impérial du 30 décembre 1809), par la loi communale votée en 1836 et la loi sur le « Temporel des cultes » de 1870. La loi décrète que « ce sont des établissements publics chargés d'administrer les biens affectés au service public qui n'est ni communal ni provincial. Les fonctions des membres des fabriques (appelés fabriciens) et des conseils d'administration ne sont pas rémunérées ». Les textes prévoient que les communes prennent en charge l'entretien des édifices religieux catholiques, protestants, israélites et anglicans situés sur le territoire de la commune (art. 255, 9° de la loi communale) et s'acquittent des frais liés à l'exercice du culte (par exemple pour une église catholique, le pain d'autel, le vin, l'éclairage, le chauffage, le nettoyage, l'achat et le blanchiment de linge, l'achat de meubles). La commune doit également assumer les frais de logement des ministres des cultes (art. 255, 12°). Les mêmes dispositions sont valables pour les cultes islamique et orthodoxe reconnus respectivement en 1974 et 1985 ; toutefois, ces communautés sont financées par les provinces et non par les communes. Enfin la loi provinciale, également votée en 1836, prévoit des dispositions semblables, à charge des provinces, dans le financement des cathédrales, des palais épiscopaux et des séminaires diocésains (art. 69). Cette disposition de la loi provinciale a été remplacée, en Région wallonne, par l'article 42 du décret du 12 février 2004.
Le conseil de fabrique est composé du bourgmestre (qui doit cependant, s’il n'est pas catholique, se faire remplacer par un conseiller communal qui le soit), du curé de la paroisse et de cinq paroissiens pour les paroisses de moins de cinq mille âmes et de neuf pour les plus importantes; le conseil élit un président et un secrétaire.